# Elizabeth Ann Scarborough
Elizabeth Ann Scarborough (Kansas City, Kansas, 23 maart 1947) is een Amerikaanse schrijfster van sciencefiction en fantasy.
Scarborough volgde een opleiding tot verpleegster en deed als zodanig dienst in het Amerikaanse leger in de Vietnamoorlog en in Alaska. Na haar legertijd woonde ze 18 jaar in Alaska, waar ze haar eerste boeken schreef en geschiedenis studeerde.
De roman The Healer's War is gebaseerd op haar Vietnam ervaringen en bracht haar de Nebula Award in 1989. Ze schrijft veel samen met Anne McCaffrey.
Ze schreef Beadtime Stories een boek met patronen voor kralenwerk, haar grote hobby, gebaseerd op sprookjes. Ze woont in Port Townsend, Washington met haar katten.